# Tápióság
Tápióság är en ort i Ungern.   Den ligger i provinsen Pest, i den centrala delen av landet, 50 km öster om huvudstaden Budapest. Tápióság ligger 133 meter över havet och antalet invånare är 2 760.
Terrängen runt Tápióság är platt. Runt Tápióság är det ganska tätbefolkat, med 78 invånare per kvadratkilometer. Närmaste större samhälle är Nagykáta, 8,7 km öster om Tápióság. Trakten runt Tápióság består till största delen av jordbruksmark.